# Tunititlán

Tunititlán es una localidad de México perteneciente al municipio de Chilcuautla en el estado de Hidalgo.

## Toponimia
La palabra Tunititlán proviene del náhuatl, que tiene varios significados como “lugar de tunas”; proviene de los vocablos náhuatl "Thuni", que significa tunas y "Titlán" que significa Lugar, por eso del nombre lugar donde hay tunas. Este nombre se le puso a la comunidad con la llegada de los españoles y el abatimiento de los asentamientos humanos que habría en ese momento que era una tribu Tolteca, ya que el nombre original era Santiago Tenextepango. El nombre fue cambiado aproximadamente en 1579.

## Geografía
Se encuentra en la región del Valle del Mezquital, a la localidad le corresponden las coordenadas geográficas 20° 15’ 5.047” de latitud norte y 99° 14’ 46.374” de longitud oeste, con una altitud de 2016 m s. n. m. Se encuentra a una distancia aproximada de 10.14 kilómetros al suroeste de la cabecera municipal, Chilcuautla.
En cuanto a fisiografía se encuentra dentro de las provincia del Eje Neovolcánico, dentro de la subprovincia de Llanuras y sierras de Querétaro e Hidalgo ; su terreno es de sierra y lomerío. En lo que respecta a la hidrografía se encuentra posicionado en la región del río Panuco, dentro de la cuenca del río Moctezuma, en la subcuenca del río Tula. Cuenta con un clima semiseco templado.

## Historia
La primera aula escolar data de 1926 y se ha continuado su crecimiento de esta institución por etapas. El puente fue construido por los hacendados en 1939, y el actual en el año 1999, el primer sistema de agua potable es de 1953 sustituido por el ahora existente del año 1997. La carretera se empezó a construir en 1954 y terminada en 1963. La energía eléctrica llegó en 1968. El centro de salud en el año 1979. El panteón se construyó en terrenos donados por los vecinos hace ya más de 100 años; y el servicio telefónico llegó en diciembre de 1992.

## Demografía
En 2020 registró una población de 2512 personas, lo que corresponde al 13.28 % de la población municipal. De los cuales 1225 son hombres y 1287 son mujeres. Tiene 641 viviendas particulares habitadas.
| Gráfica de evolución demográfica de Tunititlán entre 1900 y 2020                             |
|                                                                                              |
| Población de los censos y conteos del Instituto Nacional de Estadística y Geografía (INEGI). |

## Cultura

### Arquitectura
Hacienda Demiñho
Aún se conserva la construcción antigua que se encuentra en el camino que va al municipio de Tezontepec de Aldama, queda en pie solo la capilla de la misma; se encuentra semiabandonada y en ruinas. Algunos de los espacios se usan para guardar forraje y como establo por la gente de la región. Tiene un gran valor estético que se aprecia en la nave mayor de la capilla y su torre de campanario de un cuerpo de remate cónico y un destruido altar en el muro testero.
Iglesia de San Salvador
Esta construcción es rústica, de tamaño medio y forma rectangular, con mampostería reforzada, en su fachada se puede apreciar adornos y relieves antiguos, se observan algunas formas en piedra labrada, tales como san Pedro, san Pablo, el sol, la luna y el arcángel san Gabriel que va montando en su caballo, el pretil de la azotea se ve adornado con esbeltos pináculos y los capitales de esta contienen unos toscos rostros sobre guirnaldas, algunos labrados pintados en la primera torre. El cual en el año de 1949 contaba con piso de tabique, cambiándose por mosaico traído de Pachuca.
Encontramos en la puerta principal de la sacristía la fecha de 1778. Se cuenta con un curato de más menos 6x5 m. la iglesia está techada con una bóveda de regulares condiciones y cuenta con figuras y pinturas originales del siglo XVIII. Para subir al campanario se cuenta con 34 escalones en forma de caracol. En el exterior del templo el campanario cuenta con cinco campanas. Una dice 1781 Santiago Apóstol: una esquila dice 15 de marzo de 1883 San Salvador; otra esquila dice 15 de marzo de 1883. El templo está dedicado a san salvador, venerado el 6 de agosto con gran fiesta, de 2001 a 2007 se remodeló prácticamente toda la iglesia.
Puente viejo de Tunititlán
Cerca de la región entre los límites de los municipios de Mixquiahuala y Chilcuahutla y que forma parte de la carretera que comunica a ambas poblaciones (principal vía de acceso y salida a Tunititlán), se encuentra un puente construido sobre el cauce del río tula, su construcción data de finales del siglo XIX y principios del siglo XX, está construido de cantera y mampostería sostenido sobre 8 arcos que descansan en sólidos basamentos piramidales y tiene un murete de protección en su parte superior. Menciona la gente de la comunidad que se le efectuó una reparación en la década de los 30, y posteriormente en el año de 1999. Por ser un puente antiguo solo puede pasar un vehículo a la vez. Por esta razón se hizo la petición para conseguir un nuevo puente, el cual se inauguró por el gobernador del estado el año 2004.

### Fiestas
En la localidad se realiza un carnaval el domingo previo a miércoles de ceniza. La Feria patronal de Tunititlán, en honor al Divino Salvador se realiza anualmente, teniendo como principal día el 6 de agosto. También se realiza el Festival Gastronómico y del Pulque, en la Hacienda Demiñho.

## Economía
La localidad tiene un grado de marginación medio y un grado de rezago social muy bajo.